# Echites woodsonianus
Echites woodsonianus es una especie de liana perteneciente a la familia Apocynaceae.  Es originario de  Centroamérica.

## Distribución y hábitat
Se distribuye por México, Costa Rica, Honduras, Guatemala y en Nicaragua donde es localmente muy común en los bosques secos, colectada solo en Chontales y en la Isla de Ometepe en alturas de  50–800 metros. La floración se produce en may–ene, feb, abr

## Descripción
Son bejucos sufruticosos. Las hojas son oblongo-elípticas a oblongo-ovadas u oblongo-lanceoladas de 3–15 cm de largo y 1–5 cm de ancho, el ápice acuminado, la base redondeada u obtusa. La inflorescencia generalmente bifurcada en la base, con raquis delgado y algo en zigzag, las flores rojizas o anaranjadas, a veces blancas o cremas; con sépalos de 1–2 mm de largo, acuminados; tubo de la corola de 0.4–0.6 cm de largo, los lobos hasta 1 cm de largo, largamente caudados, densamente pubescentes. Los frutos de 30–32 cm de largo, delgados y teretes, glabros; con semillas de 3.8–4.2 cm de largo.

## Taxonomía
Echites woodsonianus fue descrita por Joseph Vincent Monachino y publicado en Bulletin of the Torrey Botanical Club 86(4): 245–247, f. 1. 1959.
Sinónimos
- Allotoonia woodsoniana (Monach.) J.F.Morales & J.K.Williams
- Prestonia woodsoniana (Monach.) A.H.Gentry, Ann. Missouri Bot. Gard. 70: 205 (1983).
- Echites parviflorus Sessé & Moc., Pl. Nov. Hisp.: 28 (1888), nom. illeg.
- Allotoonia parviflora J.F.Morales & J.K.Williams, Sida 21: 148 (2004).[1]